# Championnat canadien de soccer 2022
Navigation
Édition précédente Édition suivante
Le Championnat canadien de soccer 2022 est la 15e édition du Championnat canadien, compétition à élimination directe mettant aux prises des clubs de soccer amateurs et professionnels affiliés à l'Association canadienne de soccer. Le vainqueur de la compétition remporte la Coupe des Voyageurs et se qualifie à la Ligue des champions de la CONCACAF 2023.

## Déroulement de la compétition
- Tous les tours, ainsi que la finale, se jouent en matches aller-simple[1].
- Le CF Montréal, le Toronto FC et le Pacific FC sécheront le tour préliminaire du championnat. À l’autre côte, les Whitecaps de Vancouver, à nouveau, est la seule franchise canadienne de la MLS qui ne séchera pas le tour préliminaire[1].

## Participants
Au total, 13 clubs participent à cette édition.
| \| Calgary Edmonton Halifax Winnipeg York Toronto Hamilton Guelph Victoria Vancouver Ottawa Montréal Mont-Royal–Outremont \| Localisation des participants en 2022. |
| Calgary Edmonton Halifax Winnipeg York Toronto Hamilton Guelph Victoria Vancouver Ottawa Montréal Mont-Royal–Outremont                                              |

| Championnat | Équipe                  | TP | 1/4 | Total |
| ----------- | ----------------------- | -- | --- | ----- |
| MLS         | CF Montréal             | 1  | 2   | 3     |
| MLS         | Toronto FC              | 1  | 2   | 3     |
| MLS         | Whitecaps de Vancouver  | 1  | 2   | 3     |
| PLCan       | Pacific FC              | 7  | 1   | 8     |
| PLCan       | Forge FC                | 7  | 1   | 8     |
| PLCan       | Cavalry FC              | 7  | 1   | 8     |
| PLCan       | York United             | 7  | 1   | 8     |
| PLCan       | Valour FC               | 7  | 1   | 8     |
| PLCan       | HFX Wanderers           | 7  | 1   | 8     |
| PLCan       | FC Edmonton             | 7  | 1   | 8     |
| PLCan       | Atlético Ottawa         | 7  | 1   | 8     |
| L1O         | Guelph United           | 1  |     | 1     |
| PLSQ        | CS Mont-Royal–Outremont | 1  |     | 1     |
| Total       | Total                   | 10 | 3   | 13    |

## Résultats
|  | Tour préliminaire       | Tour préliminaire       | Tour préliminaire      | Tour préliminaire      |                        |                        | Quarts de finale | Quarts de finale | Quarts de finale | Quarts de finale |  |  | Demi-finales       | Demi-finales       | Demi-finales       | Demi-finales       |  |  | Finale                | Finale                | Finale                | Finale                |
|  |                         |                         |                        |                        |                        |                        |                  |                  |                  |                  |  |  |                    |                    |                    |                    |  |  |                       |                       |                       |                       |
|  | 10 mai, Calgary         | 10 mai, Calgary         | 10 mai, Calgary        | 10 mai, Calgary        |                        |                        | 25 mai, Calgary  | 25 mai, Calgary  | 25 mai, Calgary  | 25 mai, Calgary  |  |  | 22 juin, Vancouver | 22 juin, Vancouver | 22 juin, Vancouver | 22 juin, Vancouver |  |  | 26 juillet, Vancouver | 26 juillet, Vancouver | 26 juillet, Vancouver | 26 juillet, Vancouver |
|  | Cavalry FC              | Cavalry FC              | 2                      | 2                      |                        |                        | 25 mai, Calgary  | 25 mai, Calgary  | 25 mai, Calgary  | 25 mai, Calgary  |  |  | 22 juin, Vancouver | 22 juin, Vancouver | 22 juin, Vancouver | 22 juin, Vancouver |  |  | 26 juillet, Vancouver | 26 juillet, Vancouver | 26 juillet, Vancouver | 26 juillet, Vancouver |
|  | Cavalry FC              | Cavalry FC              | 2                      | 2                      |                        |                        | 25 mai, Calgary  | 25 mai, Calgary  | 25 mai, Calgary  | 25 mai, Calgary  |  |  | 22 juin, Vancouver | 22 juin, Vancouver | 22 juin, Vancouver | 22 juin, Vancouver |  |  | 26 juillet, Vancouver | 26 juillet, Vancouver | 26 juillet, Vancouver | 26 juillet, Vancouver |
|  | FC Edmonton             | FC Edmonton             | 1                      | 1                      |                        |                        | 25 mai, Calgary  | 25 mai, Calgary  | 25 mai, Calgary  | 25 mai, Calgary  |  |  | 22 juin, Vancouver | 22 juin, Vancouver | 22 juin, Vancouver | 22 juin, Vancouver |  |  | 26 juillet, Vancouver | 26 juillet, Vancouver | 26 juillet, Vancouver | 26 juillet, Vancouver |
|  | FC Edmonton             | FC Edmonton             | 1                      | 1                      | Cavalry FC             | Cavalry FC             | 1 (3)            | 1 (3)            |                  |                  |  |  | 22 juin, Vancouver | 22 juin, Vancouver | 22 juin, Vancouver | 22 juin, Vancouver |  |  | 26 juillet, Vancouver | 26 juillet, Vancouver | 26 juillet, Vancouver | 26 juillet, Vancouver |
|  | 11 mai, Vancouver       |                         |                        |                        | Cavalry FC             | Cavalry FC             | 1 (3)            | 1 (3)            |                  |                  |  |  | 22 juin, Vancouver | 22 juin, Vancouver | 22 juin, Vancouver | 22 juin, Vancouver |  |  | 26 juillet, Vancouver | 26 juillet, Vancouver | 26 juillet, Vancouver | 26 juillet, Vancouver |
|  |                         |                         | Whitecaps de Vancouver | Whitecaps de Vancouver | 1 (5)                  | 1 (5)                  |                  |                  |                  |                  |  |  | 22 juin, Vancouver | 22 juin, Vancouver | 22 juin, Vancouver | 22 juin, Vancouver |  |  | 26 juillet, Vancouver | 26 juillet, Vancouver | 26 juillet, Vancouver | 26 juillet, Vancouver |
|  | Whitecaps de Vancouver  | Whitecaps de Vancouver  | Whitecaps de Vancouver | Whitecaps de Vancouver | 1 (5)                  | 1 (5)                  | 2                | 2                |                  |                  |  |  | 22 juin, Vancouver | 22 juin, Vancouver | 22 juin, Vancouver | 22 juin, Vancouver |  |  | 26 juillet, Vancouver | 26 juillet, Vancouver | 26 juillet, Vancouver | 26 juillet, Vancouver |
|  | Whitecaps de Vancouver  | Whitecaps de Vancouver  | 24 mai, Langford       |                        |                        |                        | 2                | 2                |                  |                  |  |  | 22 juin, Vancouver | 22 juin, Vancouver | 22 juin, Vancouver | 22 juin, Vancouver |  |  | 26 juillet, Vancouver | 26 juillet, Vancouver | 26 juillet, Vancouver | 26 juillet, Vancouver |
|  | Valour FC               | Valour FC               | 0                      | 0                      |                        |                        |                  |                  |                  |                  |  |  | 22 juin, Vancouver | 22 juin, Vancouver | 22 juin, Vancouver | 22 juin, Vancouver |  |  | 26 juillet, Vancouver | 26 juillet, Vancouver | 26 juillet, Vancouver | 26 juillet, Vancouver |
|  | Valour FC               | Valour FC               | 0                      | 0                      | Whitecaps de Vancouver | Whitecaps de Vancouver | 2                | 2                |                  |                  |  |  |                    |                    |                    |                    |  |  | 26 juillet, Vancouver | 26 juillet, Vancouver | 26 juillet, Vancouver | 26 juillet, Vancouver |
|  |                         |                         |                        |                        | Whitecaps de Vancouver | Whitecaps de Vancouver | 2                | 2                |                  |                  |  |  |                    |                    |                    |                    |  |  | 26 juillet, Vancouver | 26 juillet, Vancouver | 26 juillet, Vancouver | 26 juillet, Vancouver |
|  |                         |                         | York United            | York United            | 1                      | 1                      |                  |                  |                  |                  |  |  |                    |                    |                    |                    |  |  | 26 juillet, Vancouver | 26 juillet, Vancouver | 26 juillet, Vancouver | 26 juillet, Vancouver |
|  |                         |                         |                        |                        | 1                      | 1                      |                  |                  |                  |                  |  |  |                    |                    |                    |                    |  |  | 26 juillet, Vancouver | 26 juillet, Vancouver | 26 juillet, Vancouver | 26 juillet, Vancouver |
|  |                         | 22 juin, Toronto        |                        |                        |                        |                        |                  |                  |                  |                  |  |  |                    |                    |                    |                    |  |  | 26 juillet, Vancouver | 26 juillet, Vancouver | 26 juillet, Vancouver | 26 juillet, Vancouver |
|  |                         |                         |                        |                        |                        |                        |                  |                  |                  |                  |  |  |                    |                    |                    |                    |  |  | 26 juillet, Vancouver | 26 juillet, Vancouver | 26 juillet, Vancouver | 26 juillet, Vancouver |
|  | Pacific FC              | Pacific FC              | 2 (3)                  | 2 (3)                  |                        |                        |                  |                  |                  |                  |  |  |                    |                    |                    |                    |  |  | 26 juillet, Vancouver | 26 juillet, Vancouver | 26 juillet, Vancouver | 26 juillet, Vancouver |
|  | Pacific FC              | Pacific FC              | 2 (3)                  | 2 (3)                  | 10 mai, Ottawa         |                        |                  |                  |                  |                  |  |  |                    |                    |                    |                    |  |  | 26 juillet, Vancouver | 26 juillet, Vancouver | 26 juillet, Vancouver | 26 juillet, Vancouver |
|  |                         |                         | York United            | York United            | 2 (4)                  | 2 (4)                  |                  |                  |                  |                  |  |  |                    |                    |                    |                    |  |  | 26 juillet, Vancouver | 26 juillet, Vancouver | 26 juillet, Vancouver | 26 juillet, Vancouver |
|  | Atlético Ottawa         | Atlético Ottawa         | York United            | York United            | 2 (4)                  | 2 (4)                  | 1 (6)            | 1 (6)            |                  |                  |  |  |                    |                    |                    |                    |  |  | 26 juillet, Vancouver | 26 juillet, Vancouver | 26 juillet, Vancouver | 26 juillet, Vancouver |
|  | Atlético Ottawa         | Atlético Ottawa         | 24 mai, Halifax        |                        |                        |                        | 1 (6)            | 1 (6)            |                  |                  |  |  |                    |                    |                    |                    |  |  | 26 juillet, Vancouver | 26 juillet, Vancouver | 26 juillet, Vancouver | 26 juillet, Vancouver |
|  | York United             | York United             | 1 (7)                  | 1 (7)                  |                        |                        |                  |                  |                  |                  |  |  |                    |                    |                    |                    |  |  | 26 juillet, Vancouver | 26 juillet, Vancouver | 26 juillet, Vancouver | 26 juillet, Vancouver |
|  | York United             | York United             | 1 (7)                  | 1 (7)                  | Whitecaps de Vancouver | Whitecaps de Vancouver | 1 (5)            | 1 (5)            |                  |                  |  |  |                    |                    |                    |                    |  |  |                       |                       |                       |                       |
|  | 10 mai, Guelph          |                         |                        |                        | Whitecaps de Vancouver | Whitecaps de Vancouver | 1 (5)            | 1 (5)            |                  |                  |  |  |                    |                    |                    |                    |  |  |                       |                       |                       |                       |
|  |                         |                         | Toronto FC             | Toronto FC             | 1 (3)                  | 1 (3)                  |                  |                  |                  |                  |  |  |                    |                    |                    |                    |  |  |                       |                       |                       |                       |
|  | Gelph United            | Gelph United            | Toronto FC             | Toronto FC             | 1 (3)                  | 1 (3)                  | 0                | 0                |                  |                  |  |  |                    |                    |                    |                    |  |  |                       |                       |                       |                       |
|  | Gelph United            | Gelph United            |                        |                        |                        |                        |                  | 0                |                  |                  |  |  |                    |                    |                    |                    |  |  |                       |                       |                       |                       |
|  | HFX Wanderers           | HFX Wanderers           | 2                      | 2                      |                        |                        |                  |                  |                  |                  |  |  |                    |                    |                    |                    |  |  |                       |                       |                       |                       |
|  | HFX Wanderers           | HFX Wanderers           | 2                      | 2                      | HFX Wanderers          | HFX Wanderers          | 1                | 1                |                  |                  |  |  |                    |                    |                    |                    |  |  |                       |                       |                       |                       |
|  |                         |                         |                        |                        | HFX Wanderers          | HFX Wanderers          | 1                | 1                |                  |                  |  |  |                    |                    |                    |                    |  |  |                       |                       |                       |                       |
|  |                         |                         | Toronto FC             | Toronto FC             | 2                      | 2                      |                  |                  |                  |                  |  |  |                    |                    |                    |                    |  |  |                       |                       |                       |                       |
|  |                         |                         |                        |                        | 2                      | 2                      |                  |                  |                  |                  |  |  |                    |                    |                    |                    |  |  |                       |                       |                       |                       |
|  |                         | 25 mai, Montréal        |                        |                        |                        |                        |                  |                  |                  |                  |  |  |                    |                    |                    |                    |  |  |                       |                       |                       |                       |
|  |                         |                         |                        |                        |                        |                        |                  |                  |                  |                  |  |  |                    |                    |                    |                    |  |  |                       |                       |                       |                       |
|  | Toronto FC              | Toronto FC              | 4                      | 4                      |                        |                        |                  |                  |                  |                  |  |  |                    |                    |                    |                    |  |  |                       |                       |                       |                       |
|  | Toronto FC              | Toronto FC              | 4                      | 4                      |                        |                        |                  |                  |                  |                  |  |  |                    |                    |                    |                    |  |  |                       |                       |                       |                       |
|  |                         |                         | CF Montréal            | CF Montréal            | 0                      | 0                      |                  |                  |                  |                  |  |  |                    |                    |                    |                    |  |  |                       |                       |                       |                       |
|  |                         |                         |                        |                        | 0                      | 0                      |                  |                  |                  |                  |  |  |                    |                    |                    |                    |  |  |                       |                       |                       |                       |
|  |                         |                         |                        |                        |                        |                        |                  |                  |                  |                  |  |  |                    |                    |                    |                    |  |  |                       |                       |                       |                       |
|  |                         |                         |                        |                        |                        |                        |                  |                  |                  |                  |  |  |                    |                    |                    |                    |  |  |                       |                       |                       |                       |
|  | CF Montréal             | CF Montréal             | 3                      | 3                      |                        |                        |                  |                  |                  |                  |  |  |                    |                    |                    |                    |  |  |                       |                       |                       |                       |
|  | CF Montréal             | CF Montréal             | 3                      | 3                      | 11 mai, Hamilton       |                        |                  |                  |                  |                  |  |  |                    |                    |                    |                    |  |  |                       |                       |                       |                       |
|  |                         |                         | Forge FC               | Forge FC               | 0                      | 0                      |                  |                  |                  |                  |  |  |                    |                    |                    |                    |  |  |                       |                       |                       |                       |
|  | Forge FC                | Forge FC                | Forge FC               | Forge FC               | 0                      | 0                      | 2                | 2                |                  |                  |  |  |                    |                    |                    |                    |  |  |                       |                       |                       |                       |
|  | Forge FC                | Forge FC                |                        |                        |                        |                        |                  | 2                |                  |                  |  |  |                    |                    |                    |                    |  |  |                       |                       |                       |                       |
|  | CS Mont-Royal–Outremont | CS Mont-Royal–Outremont | 0                      | 0                      |                        |                        |                  |                  |                  |                  |  |  |                    |                    |                    |                    |  |  |                       |                       |                       |                       |
|  | CS Mont-Royal–Outremont | CS Mont-Royal–Outremont | 0                      | 0                      |                        |                        |                  |                  |                  |                  |  |  |                    |                    |                    |                    |  |  |                       |                       |                       |                       |
|  |                         |                         |                        |                        |                        |                        |                  |                  |                  |                  |  |  |                    |                    |                    |                    |  |  |                       |                       |                       |                       |

### Ronde préliminaire
| 10 mai 2022     | Atlético Ottawa                                                                  | 1 - 1 7 - 8 t. a. b. | York United                                                                      |                |                |
| 19H (UTC−03:00) | Shaw 61e                                                                         | (0 - 1, 1 - 1)       | 31e Abzi                                                                         | Stade Place TD | Stade Place TD |
| 19H (UTC−03:00) | Acosta 22e · Bassett (en) 57e · Moragrega 67e · Haworth 87e                      |                      | 45+3e Wilson · 53e Toussaint · 81e C. N’Sa ·                                     | Stade Place TD | Stade Place TD |
| 19H (UTC−03:00) | Haworth · B. Wright · Shaw · Alemán · Bassett (en) · Sissoko · Beckie · McKendry | Tirs au but 7 - 8    | De Rosario · Abzi · Zator · Wilson · Hernández · Johnston · de Jesus · Toussaint | Stade Place TD | Stade Place TD |

| 10 mai 2022     | Guelph United                                               | 0 - 2   | HFX Wanderers                   |                      |                      |
| 19H (UTC−03:00) |                                                             | (0 - 1) | 22e (pen.) Garcia · 60e Daniels | Université de Guelph | Université de Guelph |
| 19H (UTC−03:00) | Laryea 56e · Skublak 78e · Zając 78e · Dick 82e · Doros 90e |         | 7e Daniels                      | Université de Guelph | Université de Guelph |

| 10 mai 2022       | Cavalry FC                    | 2 - 1   | FC Edmonton                                   |            |            |
| 19H30 (UTC−06:00) | Bevan 17e 36e (pen.)          | (2 - 0) | 55e (pen.) Warschewski                        | Stade ATCO | Stade ATCO |
| 19H30 (UTC−06:00) | Klomp 46e · C. Trafford 90+4e |         | 11e Higgins · 45+5e M. Simmons · 48e Loughrey | Stade ATCO | Stade ATCO |

| 11 mai 2022     | Forge FC                                                            | 2 - 0   | CS Mont-Royal-Outremont    |                   |                   |
| 19H (UTC−03:00) | Campbell (en) 34e · Pacius 90+2e                                    | (1 - 0) |                            | Stade Tim Hortons | Stade Tim Hortons |
| 19H (UTC−03:00) | Sissoko 15e · Welshman 37e · Nanco (it) 40e · Hojabrpour (en) 45+3e |         | 43e Ouzane · 45+3e Oliveri | Stade Tim Hortons | Stade Tim Hortons |

| 11 mai 2022     | Whitecaps de Vancouver    | 2 - 0   | Valour FC   |          |          |
| 19H (UTC−07:00) | Teibert 19e · Raposo 22e  | (2 - 0) |             | BC Place | BC Place |
| 19H (UTC−07:00) | Cavallini 53e · Brown 64e |         | 74e Fordyce | BC Place | BC Place |

### Quarts de finale
| 24 mai 2022     | Pacific FC                                              | 2 - 2 3 - 4 t. a. b. | York United |                 |                 |
| 19h (UTC−07:00) | Đidić 11e 90+7e                                         | (1 - 2)              | 25e Thompson · 31e De Rosario                                                                                  | Stade Starlight | Stade Starlight |
| 19h (UTC−07:00) | Daniels 79e · Heard 82e · Đidić 90+8e                   |                      | 13e Verhoeven · 29e C. N’Sa · 36e Zator · 45e Gutiérrez · 57e Johnston · 90e Hernández · 90+1e Giantsopoulos · | Stade Starlight | Stade Starlight |
| 19h (UTC−07:00) | Díaz · Meilleur-Giguère · dos Santos · Daniels · Bustos | Tirs au but 3 - 4    | Abzi · Zator · Hernández · de Jesus · Wilson                                                                   | Stade Starlight | Stade Starlight |

| 24 mai 2022       | HFX Wanderers | 1 - 2   | Toronto FC                                      |                   |                   |
| 19:00 (UTC−03:00) | Salter 69e    | (0 - 0) | 55e Peruzza · 86e (csc) Schaale                 | Wanderers Grounds | Wanderers Grounds |
| 19:00 (UTC−03:00) | Rampersad 53e |         | 28e Mbongue-Priso · 53e O’Neill · 90+1e Akinola | Wanderers Grounds | Wanderers Grounds |

| 25 mai 2022     | CF Montréal         | 3 - 0   | Forge FC                                    |              |              |
| 19h (UTC−04:00) | Ibrahim 14e 22e 49e | (2 - 0) |                                             | Stade Saputo | Stade Saputo |
| 19h (UTC−04:00) | Brault-Guillard 84e |         | 26e Hojabrpour · 47e Sissoko · 89e Castello | Stade Saputo | Stade Saputo |

| 25 mai 2022     | Cavalry FC                          | 1 - 1 3 - 5 t. a. b. | Whitecaps de Vancouver                                           |            |            |
| 18h (UTC−06:00) | Bevan 72e                           | (0 - 0)              | 85e Godoy                                                        | Stade ATCO | Stade ATCO |
| 18h (UTC−06:00) | C. Trafford 47e                     |                      | 40e Baldissimo · 63e Brown · 71e Berhalter · 90+7e Veselinović · | Stade ATCO | Stade ATCO |
| 18h (UTC−06:00) | Bevan · Escalante · Simmons · Musse | Tirs au but 3 - 5    | Cavallini · Caicedo · Dájome · Owusu · Gutiérrez                 | Stade ATCO | Stade ATCO |

### Demi-finales
| 22 juin 2022    | Toronto FC                                  | 4 - 0                                   | CF Montréal |                                                         |                                                         |
| 19h (UTC−04:00) | Akinola 40e 54e · Jiménez 75e · Pozuelo 78e | (1 - 0)                                 |             | BMO Field Spectateurs : 18 133 Arbitrage : Yusri Rudolf | BMO Field Spectateurs : 18 133 Arbitrage : Yusri Rudolf |
| 19h (UTC−04:00) |                                             | 67e Camacho · 84e Torres · 88e Miljević |             | BMO Field Spectateurs : 18 133 Arbitrage : Yusri Rudolf | BMO Field Spectateurs : 18 133 Arbitrage : Yusri Rudolf |

| 22 juin 2022    | Whitecaps de Vancouver | 2 - 1         | York United  |                                                        |                                                        |
| 19h (UTC−07:00) | White (en) 53e 73e     | (0 - 0)       | 84e Johnston | BC Place Spectateurs : 10 503 Arbitrage : Juan Marquez | BC Place Spectateurs : 10 503 Arbitrage : Juan Marquez |
| 19h (UTC−07:00) |                        | 22e Toussaint |              | BC Place Spectateurs : 10 503 Arbitrage : Juan Marquez | BC Place Spectateurs : 10 503 Arbitrage : Juan Marquez |

### Finale
| 26 juillet 2022   | Whitecaps de Vancouver                     | 1 – 1             | Toronto FC                                  | BC Place                                                                   |                                                                            |
| 19h30 (UTC−07:00) | White (en) 19e                             | (1 – 0)           | 75e MacNaughton                             | Spectateurs : 24 307 Diffuseur : OneSoccer Arbitrage : Pierre-Luc Lauzière | Spectateurs : 24 307 Diffuseur : OneSoccer Arbitrage : Pierre-Luc Lauzière |
| 19h30 (UTC−07:00) |                                            | Rapport           | 69e Bradley ·                               | Spectateurs : 24 307 Diffuseur : OneSoccer Arbitrage : Pierre-Luc Lauzière | Spectateurs : 24 307 Diffuseur : OneSoccer Arbitrage : Pierre-Luc Lauzière |
| 19h30 (UTC−07:00) | Gauld · White · Gressel · Cubas · Blackmon | Tirs au but 5 – 3 | Criscito · Perruzza · Osorio · Bernardeschi | Spectateurs : 24 307 Diffuseur : OneSoccer Arbitrage : Pierre-Luc Lauzière | Spectateurs : 24 307 Diffuseur : OneSoccer Arbitrage : Pierre-Luc Lauzière |